# Prunus alaica
Prunus alaica — вид квіткових рослин із підродини мигдалевих (Amygdaloideae).

## Біоморфологічна характеристика
Це низький, грубий, гіллястий, листопадний кущ з розлогими, часто розпростертими, вузлуватими, сірими або коричнево-сірими гілками.

## Поширення, екологія
Ареал: Киргизстан, Узбекистан. Населяє кам'янисті схили гір, чагарникові зарості. 

## Використання
Рослина збирається з дикої природи для місцевого використання як їжі. Плоди вживають сирими чи приготовленими. Оскільки вони досить стійкі до посухи, види цієї секції можуть становити інтерес як посухостійкі підщепи та як джерела посухостійких сортів шляхом схрещування з культурними сортами вишні.